# Louis Ricquier
Louis Jean François Ricquier, né le 17 août 1792 à Anvers et mort le 18 avril 1884 dans le 8e arrondissement de Paris, est un artiste-peintre belge, établi à Paris dès les années 1820.
Son champ pictural couvre les sujets religieux, la peinture d'histoire dans le genre troubadour, ainsi que les portraits.

## Biographie

### Origines
Louis Ricquier, né à Anvers en 1792, est le fils de Jean-François Ricquier et d’Anne-Marie Wolschot. 

### Formation
Élève de Mathieu-Ignace Van Brée et de l'académie royale des beaux-arts d'Anvers, où il remporte le premier prix d'après l'antique et le premier prix de dessin d'après nature. 
Probablement en 1812, il se rend à Paris avec Philippe-Jacques van Bree, (frère de Mathieu Van Brée). Ricquier y compose les tableaux qu'il envoie au salon d'Anvers de 1813 : Androclès tirant l'épine de la patte du lion, Saint Joseph et l'enfant Jésus et Virgile récitant le VIè livre de l'Énéide à Auguste et Octavie. 
En 1816, Philippe-Jacques van Bree et Louis Ricquier partent ensemble pour l'Italie, visitent Naples et Florence (en automne 1817). Ils demeurent en Italie jusqu'en 1819. C'est à Paris, que Ricquier compose le tableau qu'il envoie au Salon de Gand de 1816 et qu'il présente de nouveau au salon de 1820 : Ferdinand Cortez triomphant de Montezuma. 

### Artiste confirmé
De retour à Anvers en 1820, Ricquier réalise plusieurs portraits historiés, entre autres ceux de la famille du chevalier de Bets d'Autrecourt, conservateur des bâtiments militaires et celui de madame Weerbrouck avec son enfant.
Louis Ricquier est membre de l'institut des beaux-arts des Pays-Bas. Il expose aux Salons de Paris en 1822 et 1833, année où il propose sept tableaux, paysages et scènes de genre, relevant de la thématique napolitaine tous à thématique italienne et plus particulièrement napolitaine, qui sont des paysages et des scènes de genre. Il présente également ses œuvres aux salons de Bruxelles de 1830 et de 1833. Durant les années 1820, Ricquier vit en alternance entre Anvers et Paris.
Sur le plan privé, il épouse à Paris, le 17 janvier 1824, Marie-Catherine-Thérèse Van Brée, (née à Anvers le 25 avril 1783 et morte à Paris le 26 avril 1847), sœur des peintres Mathieu-Ignace et Philippe Jacques Van Brée. Il s'établit définitivement à Paris où il dirige un atelier qui forme de nombreux élèves. Dès lors, Louis Ricquier expose moins, ses dernières participations à des salons datent de 1849 (Paris) et 1852-1853 (Lyon). Il voyage moins également, un dernier séjour est documenté en 1842 en Italie. Il réalise des portraits en assez grand nombre, mais ils sont relativement peu connus. Il semble avoir été favorablement apprécié par le sculpteur Jean-Pierre Dantan qui possédait trois de ses tableaux.

### Réception critique

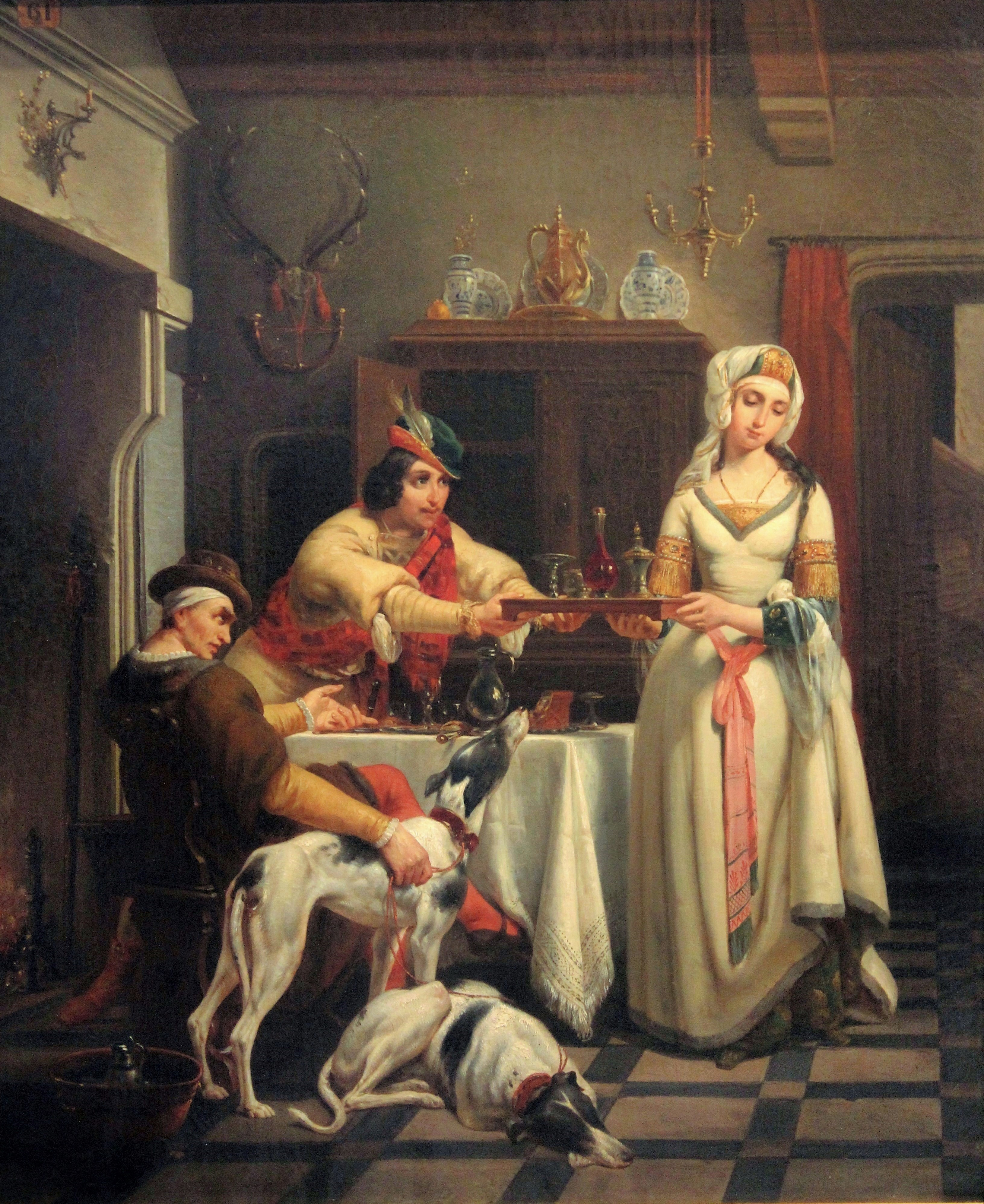
Quentin Durward, 1837.

Tandis qu'il présente Quentin Durward, dont le titre complet est Louis XI, Quentin Durward et la Comtesse Isabelle de Croye; scène du déjeuner. Walt. Scott, à l'exposition des beaux-arts d'Anvers de 1837, la critique se montre élogieuse :

« M. Ricquier se fait avantageusement connaître par la scène du déjeuner, dont Walter Scott lui a fourni le sujet. Isabelle de Croÿe est bien cette jolie comtesse pour qui nous avons tous partagé un peu la passion de Quentin ; la surprise et le plaisir que sa vue cause au jeune Écossais sont rendus avec une grande vérité ; le coloris de M. Riquier est riche et brillant, son dessin facile et correct. »

En 1841, l'historien belge André Van Hasselt confirme ces éloges : « M. Ricquier a de la couleur, du dessin et une excellente touche. »
En 2020, le galeriste Christian Le Serbon écrit : 

« Tout comme Henri Decaisne (1799-1852), Gustave Wappers (1803-1874), Nicaise de Keyser (1813-1887), Ricquier fait partie des peintres belges très influencés par la peinture de genre, qu’elle soit encore anecdotique et « troubadour » dans les années 1810/1820 ou bien devenue plus « historique » dans la veine de Delaroche par exemple. En revanche, les thèmes traités sont prioritairement « nationalistes », surtout depuis l’émancipation de la Belgique du royaume des Pays-Bas en 1830. »

### Dernières années
Il meurt le 18 avril 1884, à l'âge de 91 ans. Il est inhumé au cimetière Montmartre, sa sépulture est dans la 32e division, chemin Guersant, 1re ligne, n° 24, concession 289P-1847.

## Œuvres

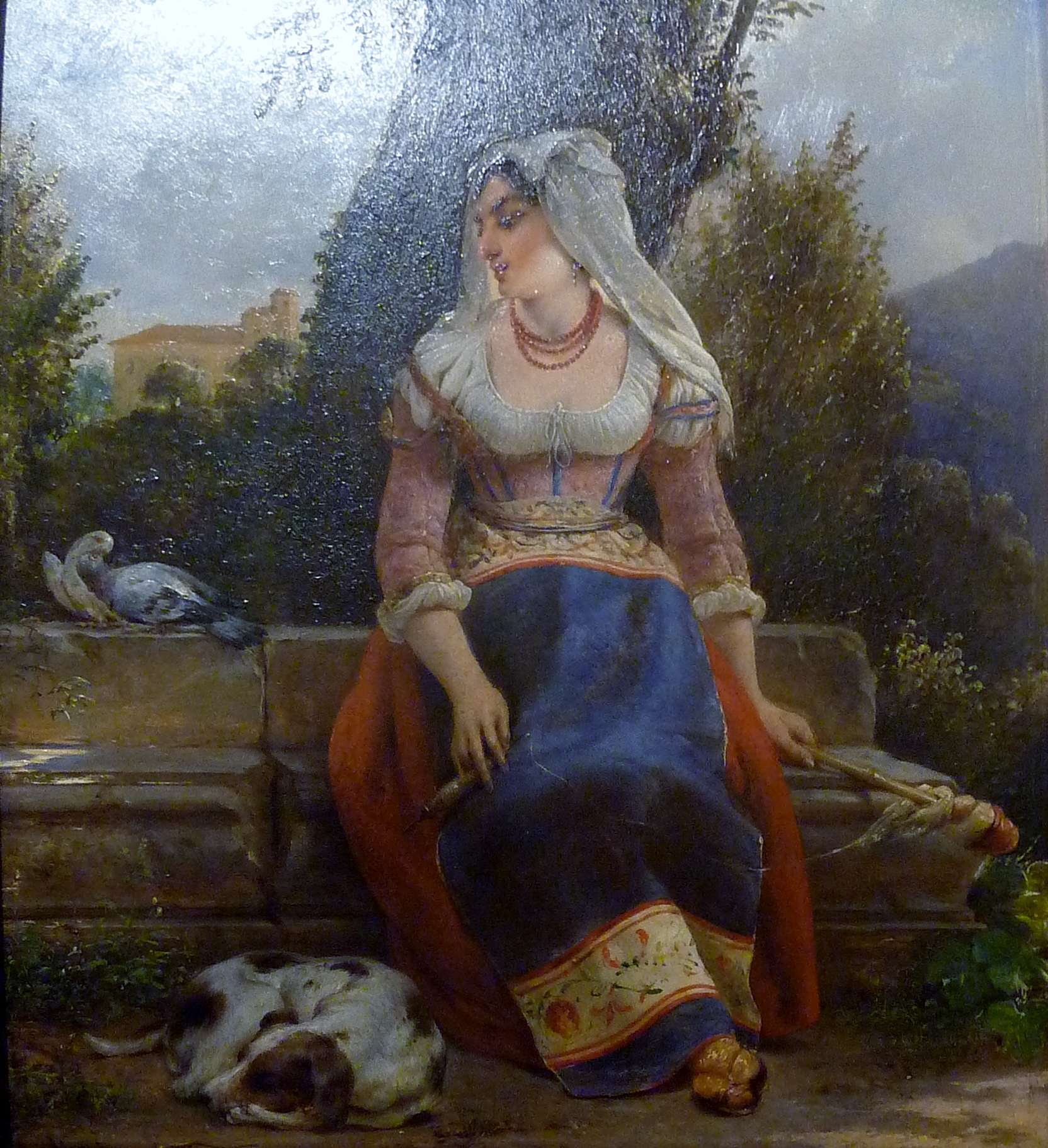
Louis Ricquier : Jeune femme romaine regardant des colombes. (Musée des Beaux-Arts de Quimper).

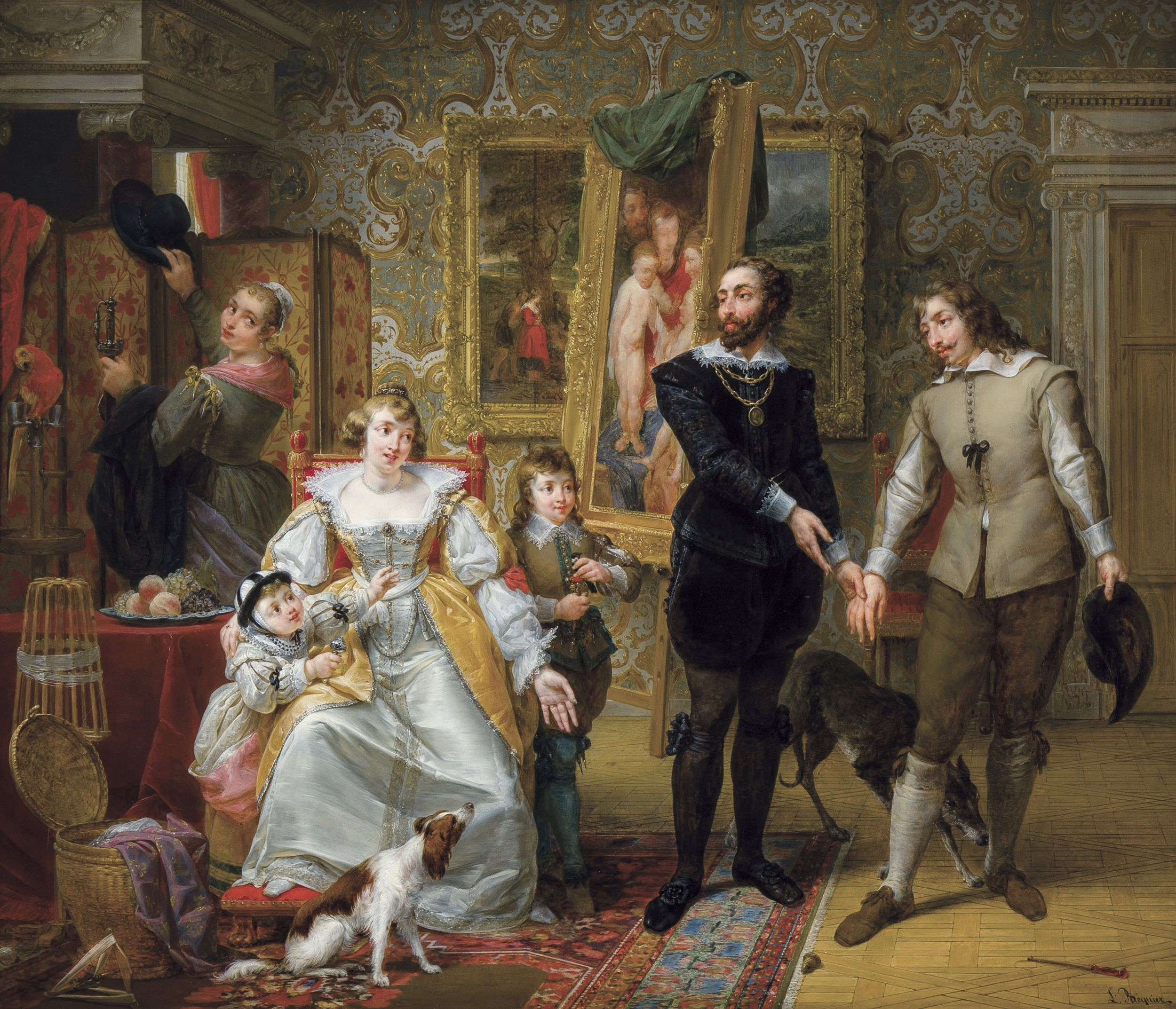
Antoine van Dyck visitant Pierre-Paul Rubens et sa famille.

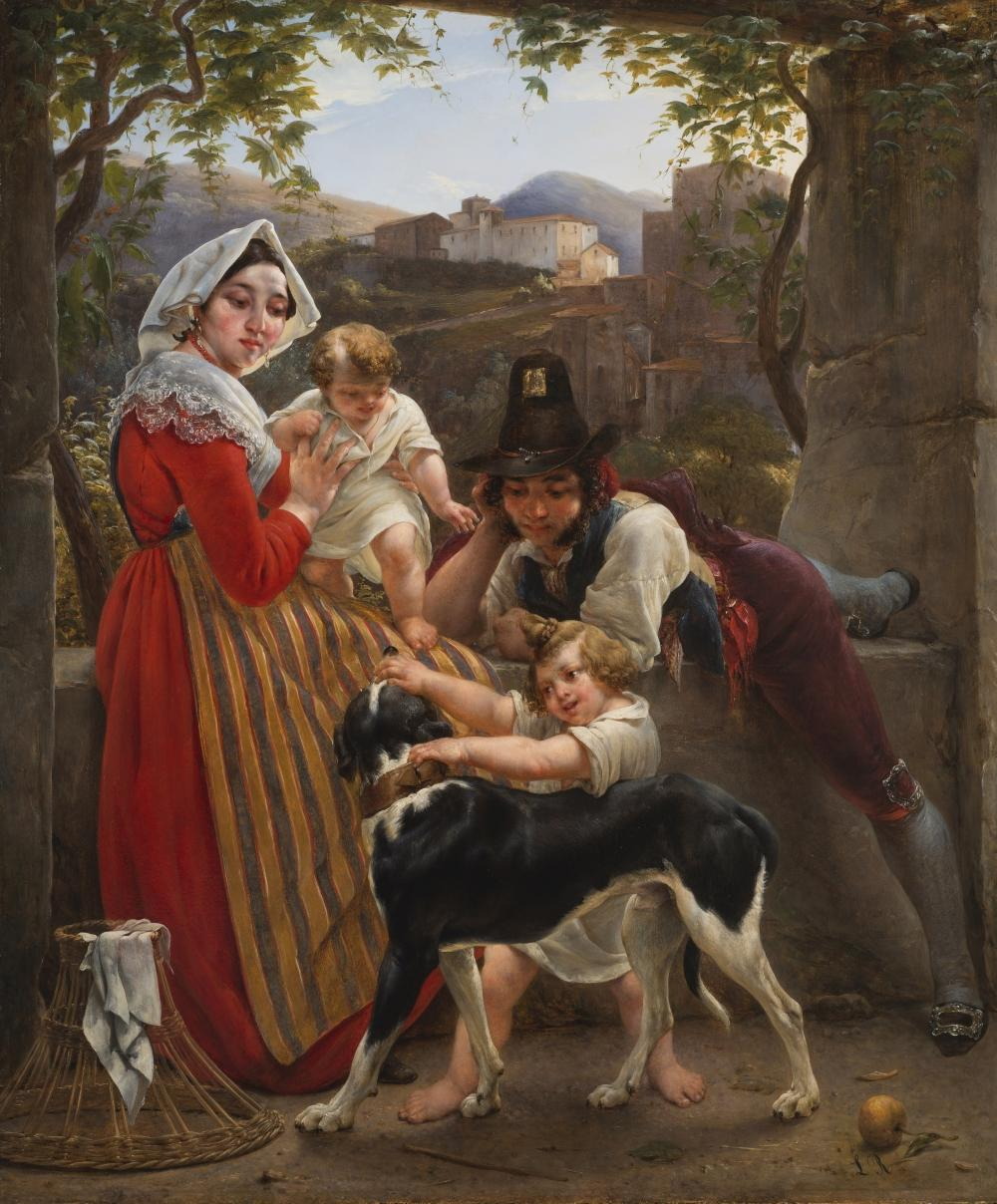
Une famille italienne devant un paysage, 1835.

Lieux d'exposition ou de conservation des œuvres de Louis Ricquier :
- Salon d'Anvers, 1813 : 
  - Androclès tirant l'épine de la patte du lion ;
  - Saint Joseph et l'enfant Jésus ;
  - Virgile récitant le VIè livre de l'Énéide à Auguste et Octavie.
- Salon d'Anvers, 1816 : Ferdinand Cortez triomphant de Montezuma.
- Salon d'Amsterdam, 1822 : 
  - Reddition de La Brielle ;
  - L'amiral Bloys de Treslong, répondant à la sommation du comte de Bossu ;
  - Christophe Colomb à la cour de Ferdinand et Isabelle, après son retour d'Amérique, en 1505.
- Salon d'Amsterdam, 1824 : 
  - Rubens présentant Brouwer à sa femme, conservé au musée de Haarlem.
  - Jacqueline de Bavière renonçant à ses États ;
  - Dernière entrevue du prince d'Orange et du duc d'Egmont ;
  - Balboa parvient à la mer du Sud.
- Salon d'Amsterdam, 1826 : 
  - Borsele se sépare de Jacqueline de Bavière pour aller à la chasse ;
  - Frans Hals et Van Dyck ;
  - Hugo Grotius sortant de prison.
- Salon d'Amsterdam, 1828 : 
  - Christine, reine de Suède, visitant l'atelier de Téniers ;
  - Rubens amenant à sa femme Brouwer, qu'il avait fait mettre en liberté.
- Salon de Gand, 1829 : 
  - Christine, reine de Suède, visitant l'atelier de Téniers ;
  - La veuve du laboureur sur le tombeau de son mari.
- Salon de Bruxelles de 1830 : 
  - Découverte du nouveau monde par Christophe Colomb.
- Salon de Bruxelles de 1833
  - Le Moine médecin ;
  - La Famille de brigands, conservé aux musées royaux des beaux-arts de Belgique ;
  - Le Rendez-Vous ;
  - Une vue de Naples ;
  - La veuve de Montmartre
- Bruxelles, Sénat : Paysan italien.
- Musée des Beaux-Arts de Quimper : Jeune femme romaine regardant des colombes.
- Musée municipal de Bourg-en-Bresse : Quentin Durward, 1837, présenté à l'exposition des beaux-arts d'Anvers.
- Salon de Paris de 1849 : Des pêcheurs napolitains : vue du golfe de Salerne, prise de Vietri.